# Grijskeelgranaatzanger
De grijskeelgranaatzanger (Granatellus sallaei) is een zangvogel uit de familie Cardinalidae (kardinaalachtigen).

## Verspreiding en leefgebied
Deze soort telt 2 ondersoorten:
- G. s. sallaei: van Veracruz tot noordelijk Chiapas (zuidoostelijk Mexico).
- G. s. boucardi: van Yucatán (zuidoostelijk Mexico) tot Belize en centraal Guatemala.